# Tardáguila
Tardáguila è un comune spagnolo di 238 abitanti situato nella comunità autonoma di Castiglia e León.